# Jean Bretonnière
Jean Bretonnière (22 de octubre de 1924 – 13 de marzo de 2001) fue un cantante y actor teatral, cinematográfico y televisivo de nacionalidad francesa.

## Biografía
Nacido en Tours, Francia, su nombre completo era Jean Marcel Bretonnière. Hijo del aviador Marcel Bretonnière, un as de la Primera Guerra Mundial, debutó muy joven en el mundo del espectáculo, donde ocupó diferentes puestos de trabajo (figurante, director, apuntador) antes de iniciar una carrera como cantante de cabaret. 
A lo largo de su trayectoria trabajó en el cine, pero sobre todo en el teatro, actuando preferentemente con su compañera y segunda esposa, Geneviève Kervine, con la que se casó el 24 de junio de 1967 en Sérignan, Francia. 
El matrimonio actuó principalmente para las giras Herbert-Karsenty en las principales ciudades del país. Al mismo tiempo, en verano Jean Bretonnière se ocupaba de la gestión de su cámping de 11 hectáreas, Le Phare-Ouest, en Sérignan-Plage. Además, en 1968-1969, cada tarde colaboraba con Dominique Santarelli, un actor miembro de la compañía formada por Madeleine Renaud-Jean-Louis Barrault, mientras Jean Richard presentaba un espectáculo con sus delfines.
En los años 1980, Jean Bretonnière y Geneviève Kervine actuaron, dentro de las giras Charles Baret, en la pieza de teatro Peau de vache, de Pierre Barillet y Jean-Pierre Grédy, representada en el Teatro municipal de Laval, gestionado por Robert Bourzeix entre 1955 y 1994. 
Profundamente afectado por la muerte de su esposa en 1989, Jean Bretonnière se desinteresó de su propia carrera artística. El actor falleció en Romainville, Francia, en el año 2001. Su hijo, Marc Bretonnière, es también actor.

## Teatro
- 1958 : La Mouche bleue, de Marcel Aymé, escenografía de Claude Sainval, Théâtre des Célestins
- 1964 : Mary, Mary, de Jean Kerr, escenografía de Jacques-Henri Duval, Théâtre des Célestins
- 1968 : L'Amour en passant, a partir de Scènes de la vie d'une femme, de Guy de Maupassant, escenografía de Pierre Franck, Théâtre Montansier y giras Herbert-Karsenty
- 1969 : L'Amour en passant, Théâtre des Célestins
- 1969 : La vida parisina, de Jacques Offenbach, Henri Meilhac y Ludovic Halévy, Théâtre des Célestins
- 1972 : Le Faiseur, de Honoré de Balzac, escenografía de Pierre Franck, Théâtre Montansier, Théâtre des Célestins y gira
- 1977 : La Magouille ou la cuisine française, de Pierre-Aristide Bréal, escenografía de Jacques Fabbri, Théâtre de l'Œuvre
- 1989 : Arsénico y encaje antiguo, de Joseph Kesselring, escenografía de Jean-Luc Tardieu, gira
- 1992 : Les Enfants d'Édouard, de Marc-Gilbert Sauvajon, escenografía de Jean-Luc Moreau, Théâtre Édouard VII

## Operetas y comedias musicales
- 1952 : Feu d'artifice, Théâtre Marigny
- 1953 : C'est écrit dans les étoiles, escenografía de Marc-Gilbert Sauvajon, Théâtre de Paris
- 1954 : Pampanilla, de Jacques-Henri Rys, Théâtre de la Gaîté
- 1986-1988 : El hombre de La Mancha, de Dale Wasserman, Mitch Leigh y Joe Darion adaptada por Jacques Brel, escenografía de Jean-Luc Tardieu, Maison de la Culture de Loire-Atlantique, Nantes y Théâtre Marigny

## Selección de su filmografía

### Cine
- 1949 : Chantons les saisons, de Henri Cerutti
- 1951 : Sous le ciel de Paris, de Julien Duvivier
- 1952 : The Green Glove, de Rudolph Maté
- 1954 : Ma petite folie, de Maurice Labro
- 1956 : L'inspecteur connaît la musique, de Jean Josipovici
- 1956 : Villa sans souci, de Maurice Labro
- 1956 : Cette sacrée gamine, de Michel Boisrond
- 1956 : Cinq millions comptant, de André Berthomieu
- 1956 : C'est arrivé à Aden, de Michel Boisrond
- 1957 : Une gosse sensass, de Robert Bibal
- 1957 : Quelle sacrée soirée, de Robert Vernay
- 1957 : Paris Music Hall, de Stany Cordier
- 1959 : Soupe au lait, de Pierre Chevalier
- 1975 : El juez y el asesino, de Bertrand Tavernier

### Televisión
- 1967 : L’Ami Fritz, de Georges Folgoas
- 1980 : Au théâtre ce soir : Peau de vache, de Pierre Barillet y Jean-Pierre Grédy, escenografía de Jacques Charon, dirección de Pierre Sabbagh, Théâtre Marigny
- 1988 : Les Cinq Dernières Minutes: Dernier Grand Prix, de Gilles Katz
- 1989 : Les Enquêtes du commissaire Maigret, episodio Jeumont, 51 minutes d'arrêt, de Gilles Katz

## Premios
- 1950 : Gran Premio de la Canción de la ABC.
- 2001 : Premio César honorífico.